# Green (Kansas)
Green é uma cidade localizada no estado americano de Kansas, no Condado de Clay.

## Demografia
Segundo o censo americano de 2000, a sua população era de 147 habitantes.
Em 2006, foi estimada uma população de 139, um decréscimo de 8 (-5.4%).

## Geografia
De acordo com o United States Census Bureau tem uma área de
0,5 km², dos quais 0,5 km² cobertos por terra e 0,0 km² cobertos por água.

## Localidades na vizinhança
O diagrama seguinte representa as localidades num raio de 24 km ao redor de Green.